# Apogon exostigma
 Apogon exostigma és una espècie de peix de la família dels apogònids i de l'ordre dels perciformes.

## Morfologia
Els mascles poden assolir els 12 cm de longitud total.

## Distribució geogràfica
Es troba des del Mar Roig fins a les Illes Ryukyu i el sud de la Gran Barrera de Corall.